# ورمیه
ورمیه، روستایی از توابع بخش مرکزی شهرستان ماسال در استان گیلان ایران است.

## جمعیت
این روستا در شهرستان ماسال قرار دارد و براساس سرشماری مرکز آمار ایران در سال ۱۳۸۵، جمعیت آن ۳۰۷ نفر (۸۶خانوار) بوده‌است.
آب و هوای ای روستا سرد و دارای روطوبت بالایی است این روستا در اطراف مزارع قرار دارد بطوری که مزارع در وسط و روستا در اطراف آن قرار دارد و همین باعث شده است این روستا بسیار زیبا باشد. روستای ورمیه سه بخش دارد که عبارت اند از:(ورمیه. آلینا. اصلان محله)